# 84996 Hortobágy
(84996) Hortobágy, denumire internațională (84996) Hortobagy, este un asteroid din centura principală de asteroizi.

## Descriere
84996 Hortobágy este un asteroid din centura principală de asteroizi. A fost descoperit pe 26 decembrie 2003 la Piszkesteto de Krisztián Sárneczky. Asteroidul prezintă o orbită caracterizată de o semiaxă mare de 2,99 ua, o excentricitate de 0,10 și o înclinație de 9,0° în raport cu ecliptica.